# ピエトロ・メンネア
ピエトロ・メンエア（Pietro Paolo Mennea、1952年6月28日 - 2013年3月21日）は、イタリアの陸上競技男子短距離選手である。モスクワオリンピックの200m金メダリストである。

## 人物
1952年6月28日、イタリア・プッリャ州バルレッタ出身。1970年代前半～1980年代前半に活躍した選手で、200mを得意とした。
1979年に、トミー・スミス（アメリカ）が保持していた世界記録（19秒83）を11年ぶりに更新する19秒72をマーク。翌年の1980年モスクワオリンピックでは、後半に驚異の伸びを見せ、100m金メダリストのアラン・ウェルズ（イギリス）をかわして優勝した。非アフリカ系の選手の中で、この時期に最も活躍した男子短距離選手のひとりである。
メンネアの記録した200mの「19秒72」の世界記録は、1996年マイケル・ジョンソン（アメリカ）に破られるまで17年間破られることはなかった。また、1968年以降では男子短距離種目の唯一の白人選手元世界記録保持者である。
2013年3月21日、ローマにて病逝。60歳没。

## 記録
- 100m　10秒01　（1979年9月4日）
- 200m　19秒72　（1979年9月12日）
  - 200mの記録は今なおヨーロッパ記録として残っている（2024年6月現在）。

## 主な成績
| 年   | 大会                                 | 場所                         | 種目    | 結果    | 記録    |
| ---- | ------------------------------------ | ---------------------------- | ------- | ------- | ------- |
| 1970 | ヨーロッパジュニア陸上競技選手権大会 | パリ(フランス)               | 200m    | 5位     | 22.44   |
| 1970 | ヨーロッパジュニア陸上競技選手権大会 | パリ(フランス)               | 4x100mR | 6位     | 41.60   |
| 1971 | ヨーロッパ陸上競技選手権大会         | ヘルシンキ(フィンランド)     | 200m    | 6位     | 20.88   |
| 1972 | オリンピック                         | ミュンヘン(西ドイツ)         | 200m    | 3位     | 20.30   |
| 1972 | オリンピック                         | ミュンヘン(西ドイツ)         | 4x100mR | 8位     | 39.14   |
| 1973 | ユニバーシアード                     | モスクワ(ソビエト連邦)       | 200m    | 1位     | 20.56   |
| 1974 | ヨーロッパ陸上競技選手権大会         | ローマ(イタリア)             | 100m    | 2位     | 10.34   |
| 1974 | ヨーロッパ陸上競技選手権大会         | ローマ(イタリア)             | 200m    | 1位     | 20.60   |
| 1974 | ヨーロッパ陸上競技選手権大会         | ローマ(イタリア)             | 4x100mR | 2位     | 38.88   |
| 1976 | オリンピック                         | モントリオール(カナダ)       | 200m    | 4位     | 20.54   |
| 1976 | オリンピック                         | モントリオール(カナダ)       | 4x100mR | 6位     | 39.08   |
| 1977 | IAAF陸上ワールドカップ               | デュッセルドルフ(西ドイツ)   | 100m    | 4位     | 10.37   |
| 1977 | IAAF陸上ワールドカップ               | デュッセルドルフ(西ドイツ)   | 200m    | 2位     | 20.17   |
| 1978 | ヨーロッパ室内陸上競技選手権大会     | ミラノ(イタリア)             | 400m    | 1位     | 46.51   |
| 1978 | ヨーロッパ陸上競技選手権大会         | プラハ(チェコ)               | 100m    | 1位     | 10.27   |
| 1978 | ヨーロッパ陸上競技選手権大会         | プラハ(チェコ)               | 200m    | 1位     | 20.16   |
| 1978 | ヨーロッパ陸上競技選手権大会         | プラハ(チェコ)               | 4x100mR | 5位     | 39.11   |
| 1978 | ヨーロッパ陸上競技選手権大会         | プラハ(チェコ)               | 4x400mR | 7位     | 3:06.7h |
| 1979 | ユニバーシアード                     | メキシコシティ(メキシコ)     | 200m    | 1位     | 19.72   |
| 1980 | オリンピック                         | モスクワ(ソビエト連邦)       | 100m    | 6位(sf) | 10.58   |
| 1980 | オリンピック                         | モスクワ(ソビエト連邦)       | 200m    | 1位     | 20.19   |
| 1980 | オリンピック                         | モスクワ(ソビエト連邦)       | 4x400mR | 3位     | 3:04.54 |
| 1982 | ヨーロッパ陸上競技選手権大会         | アテネ(ギリシャ)             | 4x400mR | 6位     | 3:03.21 |
| 1983 | 世界陸上競技選手権大会               | ヘルシンキ(フィンランド)     | 200m    | 3位     | 20.51   |
| 1983 | 世界陸上競技選手権大会               | ヘルシンキ(フィンランド)     | 4x100mR | 2位     | 38.37   |
| 1984 | オリンピック                         | ロサンゼルス(アメリカ合衆国) | 200m    | 7位     | 20.55   |
| 1988 | オリンピック                         | ソウル(韓国)                 | 200m    | 4位(h)  | 21.10   |